# Cock Fight, No 2
Pour plus de détails, voir Fiche technique et Distribution.
Cock Fight, No 2 est un film américain réalisé par William Kennedy Laurie Dickson, sorti en 1894.
Ce film est un des premiers tournés avec la première caméra de cinéma à défilement linéaire vertical, la caméra Kinétographe, au format 35 mm de large, à deux paires de quatre perforations par photogramme, conçue par Dickson à partir des croquis d'Edison et du premier modèle qui faisait dérouler horizontalement la pellicule de 19 mm de large, à six perforations en bas du cadre.

## Synopsis
Deux coqs sont mis en présence l'un de l'autre et se battent, tandis que de chaque côté du cadre, leurs maîtres les excitent du geste. 

## Fiche technique
- Titre : Cock Fight, No 2
- Réalisation : W. K. L. Dickson
- Production : Edison Studios
- Photographie : William Heise
- Durée : 17 secondes restantes
- Format : 35 mm à double jeu de 4 perforations rectangulaires Edison par photogramme, noir et blanc, muet
- Pays :  États-Unis